# فاليريو فوجليو
فاليريو فوجليو (بالإيطالية: Valerio Foglio)‏ (9 فبراير 1985 بلنيانو في إيطاليا - ) هو لاعب كرة قدم إيطالي في مركز الدفاع. شارك مع منتخب إيطاليا تحت 18 سنة لكرة القدم ومنتخب إيطاليا تحت 20 سنة لكرة القدم. أما مع النوادي، فقد لعب مع أتالانتا ونادي بيزا ونادي ريجينا ونادي فيتشينزا ونادي لنيانو ونادي مانتوفا ونادي مونزا ونادي نوفارا واتحاد بافيا لكرة القدم ونادي غروسيتو وUC AlbinoLeffe ‏.

## روابط خارجية
- فاليريو فوجليو على موقع قاعدة بيانات كرة القدم.إي يو (الإنجليزية)
- فاليريو فوجليو على موقع Soccerway.com (الإنجليزية)
- فاليريو فوجليو على موقع عالم كرة القدم.نت (الإنجليزية)